# D (programozási nyelv)
A D nyelv egy rendszerprogramozási nyelv, amelyet főként acélból fejlesztettek ki, hogy egyesítsék a C és C++ gyorsaságát a programozói produktivitással. A nyelv objektumorientált, imperatív, valamint számos egyéb paradigmát is támogat. Kidolgozója Walter Bright (Digital Mars), aki fő fejlesztője volt az első natív C++ fordítónak, a Zortech C++-nak is. Az első verzió 1999-ben jelent meg, az 1.0-s verziót 2007-ben adták ki.

## Jellemzők
A D nyelv egy általános célú, magas szintű, objektumorientált programnyelv, amely egyúttal lehetőséget ad a hardverprogramozásra és az operációs rendszer függvényeinek a meghívására is. A fejlesztők általában rendszerprogramozási nyelvnek tekintik, de funkcióit tekintve kiválóan alkalmas szinte minden típusú alkalmazás kifejlesztésére. Jól használható mind közepes, mind nagyobb alkalmazások fejlesztéséhez. Könnyen tanulható. A fordítóprogram hatékony, jól optimalizált.
A nyelv tervezésének szempontjai a következők voltak:
- a C és C++ programozók számára könnyen elsajátítható legyen, egy gyakorlott programozó nagyobb erőfeszítés nélkül megérthesse a nyelvet.
- a D compilert könnyű legyen megvalósítani, a tokenizálás legyen független a szintaxistól
- ne legyen szövegfeldolgozó preprocesszor
- a pointereket helyettesítse, rejtse el
- a Design by Contract elvet (DBC) és az egységtesztelést építse be a nyelvbe

A nyelv egyik újdonsága a C-vel szemben a szemétgyűjtés (GC), ami biztosítja a hivatkozás nélküli memóriaterület felszabadítását.

## Fejlesztés
A D nyelv napjainkban is folyamatosan fejlődik és újabb funkciókkal bővül. A fejlesztés jelenleg két ágon folyik: az 1.0-s stabil ágon, és a 2.0-s alfa ágon.

## Előnyök, hátrányok
A nyelv egyik nagy előnye, hogy képes a C, C++ nyelveken korábban elkészített programkönyvtárak betöltésére, közvetlen használatára. Így alkalmazásainkból nyugodtan hívhatjuk például a hagyományos memóriakezelő függvényeket (Pl.: memcmp(), stb).

## Felhasználás
A nyelv lassanként betör a játékfejlesztés világába is, hiszen az általa nyújtott sebesség vetekszik a C és C++ nyelvekével. A fejlesztés a D nyelv segítségével egyszerűbben és hatékonyabban történhet, mint a C, C++ és Java nyelveken. Ehhez járul hozzá a Derelict nevű projekt, amely számos C nyelvű programkönyvtárhoz nyújt összekötő interfészt, például a grafikához, a hálózathoz és a szimulációkhoz (SDL, ODE, OpenAl, OpenGL, Lua, stb).

## Hello Világ program
```
import
 
std
.
stdio
;

void
 
main
()

{

writefln
(
"Hello Vilag!"
);

}

```

### Magyarul
- A D programozási nyelv (magyar nyelven) (PDF). Fejlesztői sarok. linuxvilag.hu. [2013. január 11-i dátummal az eredetiből archiválva]. (Hozzáférés: 2017. június 15.)
- D nyelvi elemek áttekintése[halott link]

### Angolul
- Digital Mars: D programming language
- A D nyelv áttekintése kezdők számára kategorizálva
- DSource, nyílt forráskódú közösség D programozási nyelvhez
- Dprogramming.com, a DFL ablakkezelő könyvtár hivatalos oldala.
- Wiki4D, "the wiki for the d programming language"
- gdc, D felhasználói szerződés a GCC fordítóhoz
- The Computer Language Benchmarks Game
- D Documentation Wiki
- D Language Feature Table
- Video bemutató Walter Brighttól Archiválva 2007. október 31-i dátummal a Wayback Machine-ben
- Ddbg - Win32 D debugger